# Заэрап
Заэрап — деревня в Кадуйском районе Вологодской области.
Входит в состав сельского поселения Семизерье (до 2015 года входила в Мазское сельское поселение), с точки зрения административно-территориального деления — в Мазский сельсовет.
Расположена на левом берегу реки Эрап (левый приток Колпи). Расстояние по автодороге до районного центра Кадуя — 51 км, до центра сельсовета деревни Маза — 8 км. Ближайшие населённые пункты — Верхний Двор, Капчино, Шоборово.
По переписи 2002 года население — 21 человек (9 мужчин, 12 женщин). Преобладающая национальность — русские (90 %).